# شهرستان اردل
شهرستان اردل یکی از شهرستان‌های استان چهارمحال و بختیاری است که مرکز آن، شهر اردل است.

## مردم
مردم این شهرستان لرتبار و از ایل بختیاری می‌باشند که به گویش لری بختیاری سخن می‌گویند

## مناطق گردشگری
آبشار زردلیمه
آبشارهای باغ رستم
آبشار اودی لندی
رودخانه کارون
سد کارون۴

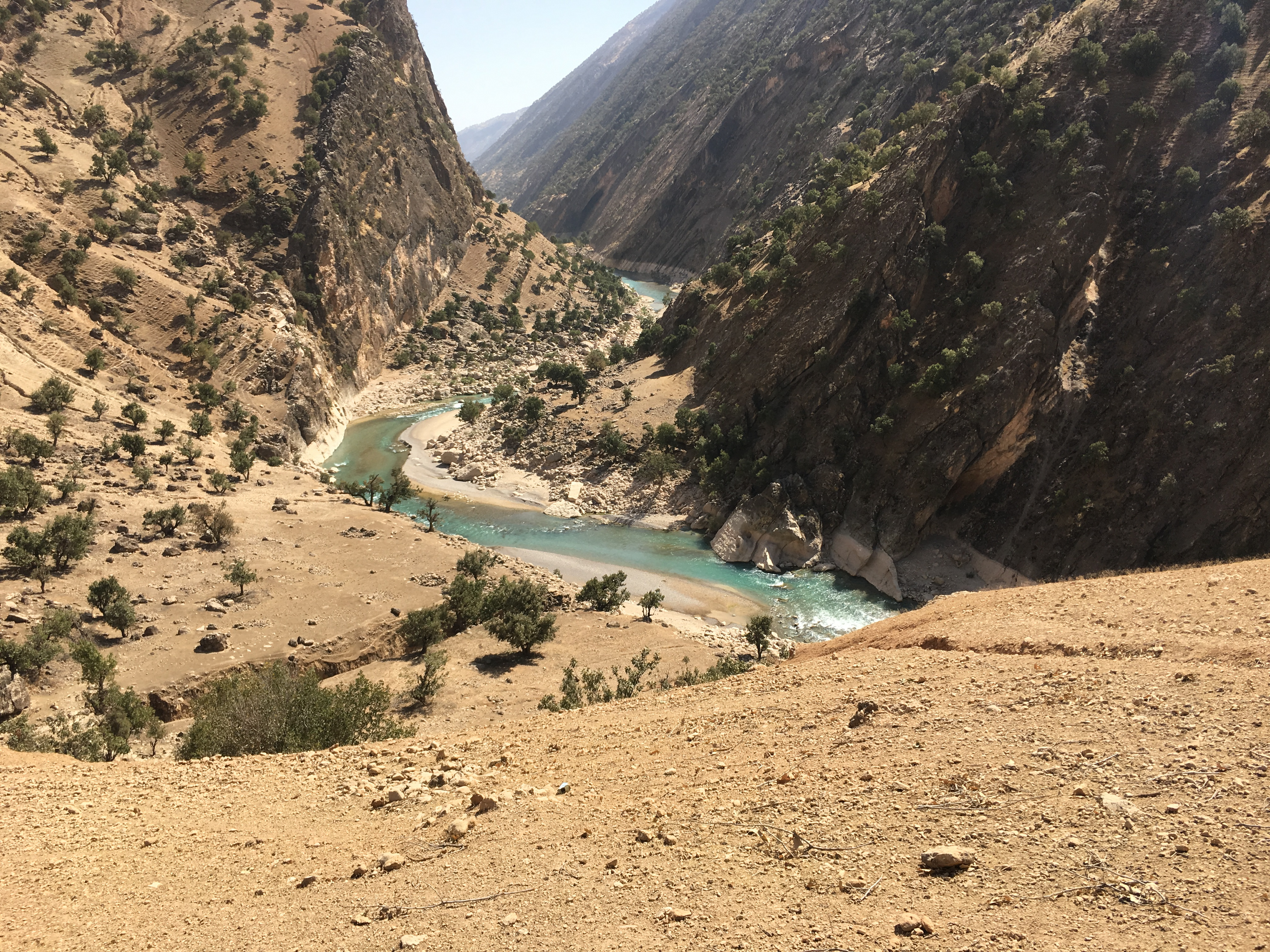
دردراز

پل معلق دوپلان (بزرگ‌ترین زیپ لاین ایران)
چشمه سرداب در رستم‌آباد
چشمه مولا در آلیکوه
منطقه حفاظت شده هلن
آبشار کرودیکن
پل تاریخی بهشت آباد
چشمه گوگردی روستای معدن
رودخانه کاج
رودخانه بازفت
رودخانه ارمند (کارون علیا)
پارک جنگلی روستای شیاسی
پارک جنگلی روستای گندمکار
کاروانسرای شلیل
مقبره حاج ایلخانی
قلعه ابوالقاسم خان و بی بی عظیمه بختیار
امامزاده بی بی عزیز در روستای قراب (دهستان دیناران)
پارک دزپارت اردل
روستای تاریخی و قدیم لیرابی
چشمه آب  کری چهاربنیچه
کوه سلمونی لیرابی

## وجه تسمیه
در لغت نامه کلمه ارد به معنی مقدس آورده شده است و اردل متشکل از دو کلمه ارد+ اله می‌باشد که اله نیز به معنای کوه کوچک یا تپه می‌باشد و معنای اردل، «تپه مقدس» است.

## جغرافیا
اردل در فاصله ۷۷ کیلومتری جنوب باختری شهرکرد واقع شده است. در مسیر جاده ارتباطی شهرکرد - اهواز قرار دارد. این شهر ۱۸۰۰متر ارتفاع دارد. آب و هوای آن معتدل رو به سرد و نیمه مرطوب و بیش‌ترین درجه حرارت در تابستان‌ها ۳۹ درجه و کم‌ترین درجه حرارت در زمستان‌ها ۱۶ درجه زیر صفر می‌باشد. میزان بارش سالانه شهر اردل به‌طور متوسط بین ۶۰۰تا ۸۰۰ میلی‌متر است.

## جمعیت
بر پایهٔ آمار سال ۱۳۹۵ جمعیت شهر اردل بالغ بر ۶۸٬۷۱۴ نفر (۱۱٬۶۴۶ خانوار) می‌باشد.

## تقسیمات
بخش مرکزی شامل دهستان پشتکوه و دهستان دیناران:
شهرها: اردل، کاج، دشتک و سرخون
روستاها: سرپیر و ریگک
- - دهستان پشتکوه

روستاها: رستم‌آباد، قلعه رشید، قلعه درویش، حسین‌آباد، زرمیتان و آلیکوه
- - دهستان دیناران
  - 
بخش میانکوه، شامل سه دهستان است:
  - دهستان هلیساد
  - دهستان سرخون
  - دهستان شلیل

شهرها:
سرخون